# بادپر زرد دالبر

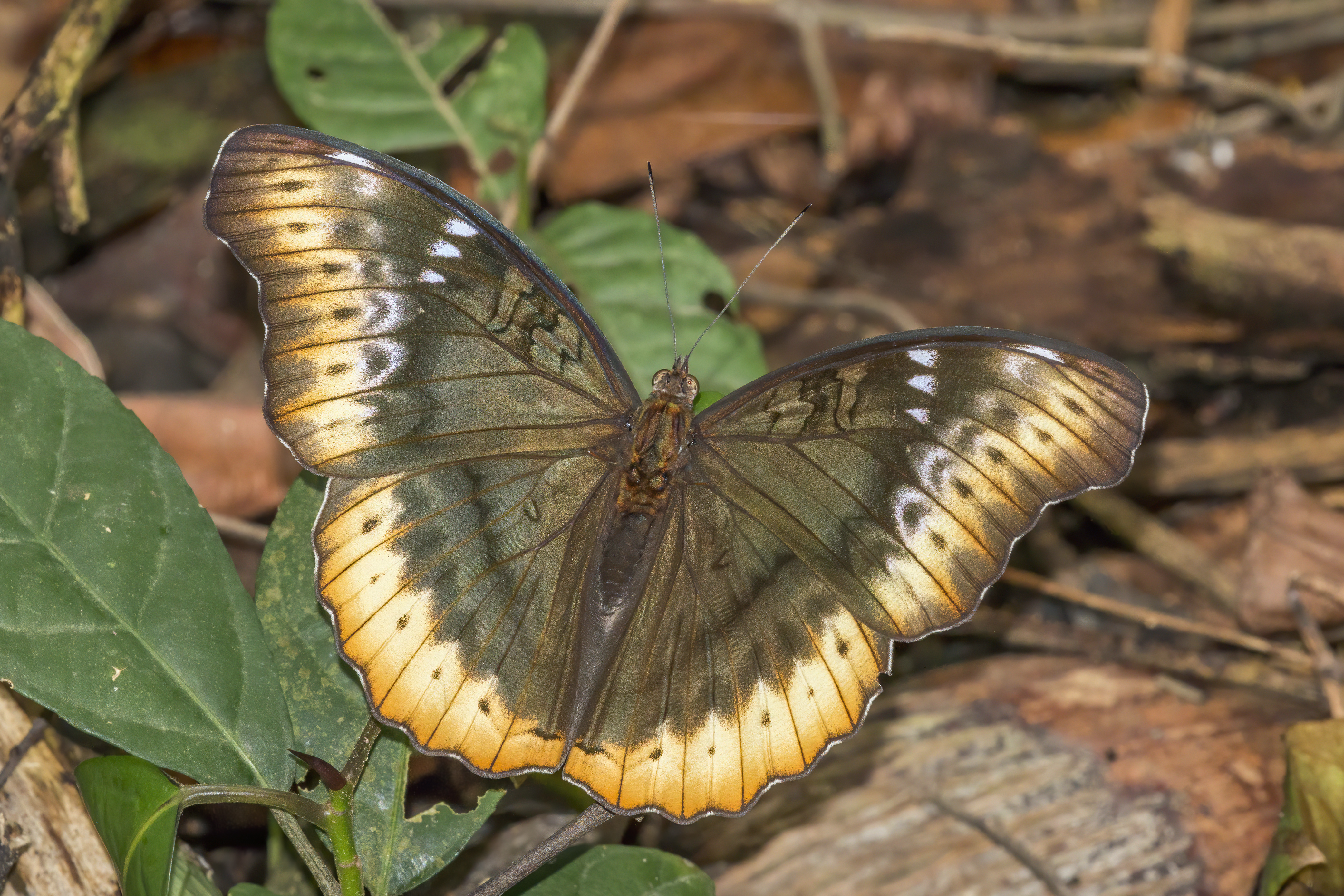
بادپر زرد دالبر، پروانه‌ای از خانوادهٔ فرچه‌پایان است. این خانواده، بزرگترین تیرهٔ پروانه‌ها است.

بادپر زرد دالبُر (نام علمی: Cymothoe fumana) نام یک گونه از سرده پروانه‌های بادپر است. دالبر به معنی «دارای برش‌هایی به شکل حرف دال» است.